# کربلا تا کربلا
کربلا تا کربلا مرثیه ای است به زبان اردو نگاشته سید وحید اختر، شاعر و فیلسوف برجسته هندی.
کتاب دارای ۸ بخش است و هر بخش از ۱۰۰ بند در قالب مسدس سروده شده‌است.